# Unimog 407
 (mars 2025).
L'Unimog 407 est un véhicule de la série Unimog de Mercedes-Benz. Daimler-Benz AG l'a construit en tant que successeur de l'Unimog 421 entre 1988 et 1993 dans l'usine Mercedes-Benz de Gaggenau. Au total, 789 véhicules répartis en trois versions ont été construits à partir de cette gamme d'Unimog léger. Il n'était disponible qu'avec un empattement court ou long et une cabine de conduite fermée, c'est-à-dire pas en tant que tracteur ou avec une cabine de conduite ouverte comme son prédécesseur. En 1993, il fut remplacé par l'Unimog 408.

## Aperçu de l'Unimog 407
| Modèle  | Nom de vente | Cabine | Empattement | Puissance    | Chiffres de production | Remarques            |
| ------- | ------------ | ------ | ----------- | ------------ | ---------------------- | -------------------- |
| 407.100 | U 600        | Fermée | 2 250 mm    | 38 kW, 44 kW | 588                    |                      |
| 407.110 | U 650        | Fermée | 2 605 mm    | 44 kW        | 145                    |                      |
| 407.111 | U 650L       | Fermée | 2 605 mm    | 44 kW        | 56                     |                      |
| 407.200 | U 600        | Fermée | 2 250 mm    | 38 kW, 44 kW | 0                      | Aucune planification |
| 407.210 | U 650        | Fermée | 2 605 mm    | 44 kW        | 0                      | Aucune planification |
| 407.211 | U 650L       | Fermée | 2 605 mm    | 44 kW        | 0                      | Aucune planification |